# 居藤高久
居藤 高久（いとう たかひさ、1931年3月19日 - ）は、東京都出身の実業家、元芸能プロモーター。

## 人物
1931年3月19日、東京都渋谷区生まれ。居藤高季の三男として生まれる。父親は柔道名人の居藤高季、従兄弟は家永三郎。
40年前より脱毛ビジネスに取り組み、高級脱毛剤の「ジョーズ・エピネ」の開発、販売を行う。ジョーズ・エピネは女優·中山忍や来栖あつこ等をイメージキャラクターに使い、高級品にもかかわらず300万人以上の購買者数を誇り、発売当初から40年間売れ続けている。過去のジョーズ・エピネを掲載した雑誌は、JJ、CanCam、ViVi，Ray、MORE、With、JUNON、non-no、メンズノンノ、女性セブン、女性自身など多誌。
1955年に映画界に入り、俳優養成所教師として、日本映画演劇史・演技理論・心理学・ヘアメイク担当。その後、松竹、東宝に籍を置き、俳優養成とモデル育成に力を入れる。女性を美しくする会主幹。富士映画俳優養成所を設立。
美容への貢献が認められ、東久邇宮記念賞受賞（1999年）
- エピレーショニスト·プロフェッサー(脱毛士)
- 講道館柔道 4段
- 国際武道院柔道 6段
- 国際武道連盟柔道 教士
- 剣道 2段
- 居合道 2段
- 日本棋院 初段
- 華道草月流 師範(称号·青薦)
- 日本舞踊振付師

## 略歴
- 1953年、原なつ(高山美容学校講師、美顔術・全身美容)に師事、直営巴里館で日本発の脱毛美容(当時は主に男性の舞踊家)に着手
- 1955年、女性のワキの下ノーカットを野生美とする流行に、脱毛研究を一時中断し、映画界に入る。新映プロダクション入社。
- 1960年、池袋芸能プロダクション設立。同時に様々な有名芸能人の興行も行なう。
- 1967年、東京初ディスコ「アピア」を開店。
- 1969年、池袋駅東口駅前に、音楽劇場「池袋ACB（アシベ）」を設立。いしだあゆみ、山本リンダ、和田アキ子、オックス、ヴィレッジシンガーズ、ヒデとロザンナ、ビリーバンバンなど多くの有名タレント発祥の地となる。
- 1971年、ヘソ出しルックが流行し、脱毛研究が再び始まる。
- 1973年、顔のシワ、たるみがその場でとれる特許張引美顔法「トルート」を発売。
- 1974年、総合美容相談室を開設。
- 1975年、「トルート」営業所を全国各地(札幌、仙台、横浜、名古屋、大阪、広島、四国、福岡、宮崎、熊本、台湾台北市)に開設。
- 1976年、無臭にんにくエキス配合「ネオ・パック」発売。
- 1977年、電子美容研究所開設。たかの友梨に依頼され、引圧式電子美顔器「ヴィッキー」を販売開始。脱毛剤成分研究のため、特別樹脂を求めてフィリピン、インドネシアに渡る。
- 1978年、たかの友梨ビューティクリニック青山本店(当時)オープン記念式典に主賓として招かれる。その挨拶の中で、1953年からの脱毛歴を聞いた米国GiGi社(ニューヨーク)から脱毛液販売の依頼を受け業務開始。
- 1980年、米国GiGi社の各国販売計画に出席。米国GiGi製品の日本国販売権利を承認。株式会社IEB設立。3月、GiGi製品 脱毛液「ギギハニー」全国販売開始。米国アリゾナ州スコットデール・エリクトロリシス卒(電解脱毛学)。永久脱毛世界会議(米国ニューオーリンズ)に日本代表として出席。
- 1981年、脱毛液「ジョーズ・エピネ」[1]完成発表。
- 1982年、フランス製やせる下着発売開始。「ジョーズ・エピネ」全国販売開始(ジョーズ・エピネ・ゴールド以降、シルバー、14オンス、ホワイト発売)
- 1983年、東京・幡ヶ谷、初台、池袋、練馬に脱毛専門サロンを次々に開設し、全身脱毛美容の基礎を確立。
- 1984年、日本初、フランス製タラソテラピー(海事療法・海藻美容)シリーズ発売開始。